# バレーボールグアテマラ女子代表
バレーボールグアテマラ女子代表（バレーボールグアテマラ じょしだいひょう）は、バレーボールの国際大会で編成されるグアテマラの女子バレーボールナショナルチームである。

## 戦績

### 北中米選手権
- 1969-1977年 不出場
- 1979年 - 7位
- 1981年 - 9位
- 1983年 - 不出場
- 1985年 - 9位
- 1987年 - 不出場
- 1989年 - 8位
- 1991-2015年 - 不出場

### 中央アメリカ・カリブ海競技大会
- 2010年 - 6位